# قي ويتشينغ
قي ويتشينغ (بالصينية: 葛伟青) (من مواليد 25 أبريل 1977 في شانغهاي) هو لاعب كرة الماء من الصين.
شارك في دورة الألعاب الآسيوية 2006 في الدوحة بقطر.

## روابط خارجية
- قي ويتشينغ على موقع الاتحاد الدولي للسباحة (الإنجليزية)
- قي ويتشينغ على موقع أوليمبيديا (الإنجليزية)
- قي ويتشينغ على موقع اللجنة الأولمبية الصينية (الإنجليزية)